# Mesochelifer pardoi
Espèce
Synonymes
- Hysterochelifer pardoi Beier, 1956

Mesochelifer pardoi est une espèce de pseudoscorpions de la famille des Cheliferidae.

## Distribution
Cette espèce est endémique du Maroc. Elle se rencontre vers Ras Kebdana.

## Description
Le mâle holotype mesure 3 mm.

## Étymologie
Cette espèce est nommée en l'honneur d'Anselmo Pardo Alcaide.

## Publication originale
- Beier, 1956 : Ueber Pseudoscorpione aus Spanisch-Marocco. Eos, Madrid, vol. 31, p. 303-310.